# Sundsvall Saints
Les Sundsvall Saints sont un club féminin suédois de basket-ball basé à Sundsvall. 

## Palmarès
- 2006 : 5e
- 2007 : 9e
- 2008 : 12e
- 2009 : 7e
- 2010 : 2e

## Entraîneurs successifs
- Henrik Wikstrom

## Joueuses célèbres ou marquants
- Lauren Ervin